# Йерусалимски събор
Йерусалимският събор, наричан също и Апостолският събор (Apostelkonzil, също и Apostelkonvent) е среща за обсъждане на различни религиозни въпроси, проведена в Йерусалим (между 44 г. и 49 г.) между ръководителите на Йерусалимската Древна община (първата църква на юдео-християните) от една страна и апостол Павел (Павел от Тарс) и неговите придружители, явяващи представители на църквата в Антиохия - от друга. Сведения за събитието се намират в съвременното му Послание до галатяните с автор самият Павел (Гал. 2,1–10), датирано около 50 г., както и в книгата "Деяния на светите апостоли" от апостол Лука (Деян. 15), датирана около 90 г.
На събора се взети изключително важни решения за развитието на новата християнска религия, а най-вече за това доколко обрязването и други религиозни предписания и ритуали на юдаизма трябва да бъдат задължителни за християните от нееврейски произход или с нетрадиционни за юдаизма убеждения (т.нар. евреи-елинисти). Надделява мнението на Павел, който е да се допуска придържане от тях към местните им и собствени обичаи и виждания, ако не са склонни да приемат другите и да се изисква само формална връзка с евреите, стига да вярват че Христос е Месията. С това Йерусалимският събор му дава възможност за разгръщане на широка кампания за покръстване на езичниците в Римската империя и други страни.